# Стерлигов, Герман Львович
Ге́рман Льво́вич Сте́рлигов (род. 18 октября 1966, Загорск, Московская область) — российский предприниматель, менеджер.
Один из соучредителей первой в России товарной биржи — «Алиса», а также многих других проектов, включая и экстравагантные, к примеру, некоммерческое партнёрство «Реестр непьющих мужиков». Председатель совета директоров группы компаний Германа Стерлигова, председатель правления «Общества любителей древней письменности», основатель Антикризисного расчётно-товарного центра (АРТЦ).
В прошлом по политическим взглядам — убеждённый патриот-монархист. Открыто заявляет, что политикой не занимается. Однако признаёт, что готов стать руководителем этнически и конфессионально однородной Руси, ради чего предлагает усечение территории России и радикальную смену политического курса.
Герман Стерлигов считает себя православным христианином. На протяжении некоторого времени он причислял себя к Греческой старостильной церкви.

## Биография
Согласно его официальному сайту, Герман Стерлигов родился 18 октября 1966 года в Загорске, в семье потомков российских дворян Стерлиговых (Стерлеговых). Родословная Стерлиговых ведёт своё начало от Ермола Фёдоровича Стерлигова, получившего в XVI веке от великой рязанской княгини Анны Васильевны «селище Ананьинское вверх речки Пониковой».
Стерлигов учился на юридическом факультете МГУ имени Ломоносова, но ушёл из вуза на втором курсе. Отслужил в армии, работал некоторое время на АЗЛК токарем-расточником. В конце 1980-х годов основал кооператив «Пульсар», который организовывал в залах ожидания столичных вокзалов концерты: для концертов Стерлигов искал артистов на Арбате. После того, как подобную концертную деятельность запретил Верховный Совет СССР, он создал кооператив по юридическому обслуживанию населения.
Был одним из соучредителей (все были в равных долях) организованной в 1990 году первой в стране товарной биржи «Алиса». В 1993 году она была преобразована в холдинговую компанию «Алиса» с 84 дочерними компаниями в России и за рубежом (Нью-Йорк, Лондон).
В 1991 году Герман Стерлигов организовал Российский клуб молодых миллионеров, который, в свою очередь, пытался осуществить проект по благоустройству жизни в Рязанской области.
Пробовал силы в спортивном предпринимательстве. По его инициативе биржа приобрела хоккейную команду «Лада» и провела с 7 по 11 ноября 1991 году «первый в российской истории коммерческий хоккейный турнир „Миллион на льду“» с «беспрецедентным в истории отечественного спорта вознаграждением в 1 миллион рублей».
Кандидат в губернаторы Самарской области (2002), кандидат в мэры Москвы (2003), на выборах 2004 года выдвигался в президенты Российской Федерации (не прошёл регистрацию).
13 декабря 2003 года Герман Стерлигов официально присоединился к Движению против нелегальной иммиграции, поддержавшему его кандидатуру на выборах мэра Москвы в 2003 году. Во время избирательной кампании получил известность якобы запрещённый на федеральных ТВ каналах «антилужковский рекламный ролик».
12 мая 2014 года заявил о желании принять гражданство самопровозглашённой Луганской Народной Республики.
6 июля 2015 года стало известно, что Стерлигов покинул Россию и уехал в Нагорный Карабах, где зарегистрировался в качестве туриста, причину отъезда назвать отказался; МИД Азербайджана пообещал включить его в «чёрный список» за нарушение закона о государственной границе из-за незаконного визита на «оккупированные территории Азербайджана».
Позже провёл пресс-конференции и объявил о возвращении в Россию. При этом ранее судебные приставы согласно решению Басманного суда Москвы наложили арест на имущество Стерлигова.
31 августа 2015 года Стерлигов был задержан в московском аэропорту «Домодедово».
8 сентября 2015 года изъявил желание баллотироваться в Государственную думу в 2016 году, а в 2018 — на пост мэра Москвы.
10 октября 2018 года стал финалистом антипремии «Почётный академик ВРАЛ» — за активное распространение лженауки в стране.

## Деятельность
С июня 2009 года чеканит в Москве и Лондоне собственную расчётную единицу «Золотой» (золотые жетоны, иногда условно именуемые монетами) весом в 1 тройскую унцию золота пробы 999,9. Стерлигов презентовал свой «Золотой» в прямом эфире канала CNBC.
Золотые жетоны предлагались группой компаний Стерлигова к продаже частным инвесторам, а также в качестве платёжного средства за товары и услуги в международном масштабе. В феврале 2010 года группа компаний Стерлигова учредила «Биржу золота» для свободной торговли драгметаллами в Москве, однако Федеральная служба по финансовым рынкам отказала компании в выдаче биржевой лицензии.
Сергий Германович Стерлигов является предводителем Российского крестьянского собрания.

### «Слобода»
В 2004 году оставил свой бизнес и вместе с семьёй уехал из Москвы в один из населённых пунктов Можайского района Московской области. Правительство Московской области выделило ему 37 гектаров земли, на ней Стерлигов занялся сельским хозяйством. С 2008 года организовал благотворительный проект «Слобода», предлагая православным христианам переезжать на поселение на его земли в Московской и Тверской областях. В 2010 году МУР пресёк попытку рейдерского захвата «Слободы».
В его «Слободе» два раза в год проходит субботняя выставка-ярмарка, на которой более сотни продавцов со всей страны торгуют исключительно натуральными продуктами.
Вход в «Слободу» свободный, но только при соблюдении дресс-кода: мужчины без пирсинга, серёжек и языческих атрибутов, женщины — в юбках до пола. На территории «Слободы» запрещено пить и курить, а мобильные телефоны предписано оставлять в машинах за пределами этой территории. У входа также вывешена табличка «пидарасам вход запрещён», что в 2017 году стало причиной претензий прокуратуры, после которых Стерлигов выставил на продажу свои магазины, открытые в Москве.
В мае 2019 года объявил, что с 18 мая 2019 года его магазины в Москве закрываются.
Однако спустя несколько месяцев открылись два магазина в Москве на улице Красная Пресня и Большой Сухаревской площади.

### Антикризисный расчётно-товарный центр
С осени 2008 года вернулся к делам: организовал в Москве Антикризисный расчётно-товарный центр (АРТЦ) и стал его генеральным директором. АРТЦ представляет собой товарную биржу с бартерными цепочками между участниками. С её помощью банки могут продавать долговые обязательства, а должники — возвращать долги товаром.
В августе 2009 года некоторые партнёры Стерлигова по проекту пытались обвинить предпринимателя в том, что ОАО АРТЦ не смогло исполнять своих функций по товарообмену, а некоторые участники сети понесли убытки. Некоторые из участников сети АРТЦ инициировали обращения в суды и прокуратуру, однако подтвердить обоснованность своих претензий в суде им не удалось. Стерлигова защищал в суде известный московский адвокат Артур Айрапетов. В прессе получил известность процесс по возврату у АРТЦ 200 000 евро, которые якобы ошибочно были перечислены на его счета. Активы компании были арестованы, однако под давлением Айрапетова и прессы арест был снят.
6 июля 2015 года Стерлигов покинул Россию и уехал в Нагорный Карабах; позже объявил о возвращении в Россию. Ранее судебные приставы по решению Басманного суда Москвы наложили арест на имущество Стерлигова. Кроме того, представитель Следственного Комитета заявил о том, что Стерлигов подозревается в пособничестве нескольким экстремистским организациям, а также в мошенничестве и присвоении средств пайщиков подконтрольного ему центра бизнес-партнёрства.

## Взгляды
Герман Стерлигов известен как противник абортов, ультраконсерватор, православный фундаменталист, конспиролог и неолуддит. Осенью 2010 года, по некоторым данным, им была инициирована кампания в прессе. Так, на первой полосе газеты «Комсомольская правда» размещался баннер с фотографией ребёнка и слоганом: «Аборт — узаконенное детоубийство».
Считает, что на всей планете Земля необходимо отключить электричество. Убеждён, что население Земли составляет не более 2 миллиардов человек.
По его собственным словам, он физически наказывал своих детей и считает также, что «жену тоже нужно слегка наказывать». Он разорвал и выбросил документ об образовании своей супруги, так как «у неё должен быть один хозяин, один господин — муж».
«Общество любителей древней письменности», председателем правления которого является Стерлигов, копирует и бесплатно распространяет факсимильные копии Лицевого летописного свода Ивана Грозного.
Стерлигов придерживается летоисчисления, называемого им древнерусским. Согласно ему, Иисус Христос родился не в 5508, а в 5500 году от сотворения мира. При летоисчислении от Рождества Христова он опирается на юлианский календарь с прибавлением недостающих 8 лет. Например, свидетельство о регистрации своего сайта в качестве СМИ он датирует так: «29.05.2018 от Р. Х. (11.06.2010 вашей эры)». В некоторых своих материалах Стерлигов ведёт летоисчисление не с Рождества, а с Воплощения Христова (которое случилось на 9 месяцев раньше Рождества). При такой датировке номер года для дат с 1 января по 24 марта по юлианскому календарю отличается на 8 лет от общепринятого, а для дат с 25 марта по 31 декабря по юлианскому календарю — на 9 лет. Например, опубликованная 2 ноября 2010 года по григорианскому календарю статья «Исповедание веры» датирована Стерлиговым «20 октября 2019 от Воплощения Христова».
13 декабря 2010 года в открытом письме обратился к Президенту и премьер-министру РФ с предложением провести референдум о продаже территории Российской Федерации от Сахалина до Урала иностранным государствам за золото с одновременным переселением миллионов людей из городов на их собственные крестьянские фермерские хозяйства, оборудованные всем необходимым за счёт вырученных средств. 5 марта 2013 года он снова озвучил этот план в своём блоге, дополнив его предложением объединения с Украиной и Белоруссией.
Намеренно слово «бесплатный» в своих блогах и на Фейсбуке пишет через букву «З» («безплатный»), так как считает, что уместно соединение двух слов, «без»+ «платный» и что по возможности следует исключать слово «бес» из своего духовного словарного запаса.
Театр и кино Стерлигов считает «школой дьявола».
Является ярым противником бритья бороды и расценивает это как дурной пример для детей.
Проповедует ревизионистскую версию истории, согласно которой все страны мира являются криптоколониями Великобритании. В частности, из этой теории следует, что Николай II не был расстрелян в 1918 году, а продолжил править в Англии до 1936 года под именем и вместо своего кузена Георга V (а после него — цесаревич Алексей под именем Георга VI). На своём сайте предлагает читать книги, представляющие его версию истории, называя их учебниками.
Крайне враждебно относится к науке и призывает убивать учёных, которых называет сатанистами. По его мнению, именно они устроили экологический кризис и деградацию людей.
Стерлигов отрицательно отзывается о представителях ЛГБТ, предлагал ввести смертную казнь для геев. В оскорбительной форме запрещает им входить в свои магазины (так, в июле 2018 года в одном из таких магазинов молодому москвичу отказали в обслуживании из-за проколотых ушей, приняв его за гея; с применением физической силы тот был выставлен из магазина).
Положительно относится к президенту Российской Федерации Владимиру Путину, считая при этом, что его окружение способствует ухудшению положения простых русских крестьян.

### Отношение к религии
Герман Стерлигов называет себя православным христианином. Известно, что в разное время он принадлежал к РПЦ и греческим старостильникам. Однако впоследствии начал считать все христианские конфессии еретическими. С его точки зрения, вначале от Православного мира отпала Римско-католическая церковь, изменив некоторые догматы и каноны. Потом, после подписания Ферраро-Флорентийской унии в 1438 году, в ересь впали греки. Русская церковь, прекратившая общение с последними, стала единственной хранительницей истинной веры. Однако, приняв в 1589 году патриаршество от Константинопольского патриарха Иеремии II, от православия откололась и она.
В числе других особенностей религиозных взглядов Стерлигова можно выделить следование основным нормам старообрядчества, таким как двоеперстие, написание «Исус», ношение бороды и т. д., а также приверженность «новой хронологии». Так, предприниматель считает, что при Петре I произошло уменьшение летоисчисления на 8 лет. Кроме того, все даты Стерлигов указывает не от «Рождества Христова», как старообрядцы и «никониане», а от «Воплощения Христова».
Философ К. М. Товбин усматривает у бизнесмена черты «пострелигии» («стилистическое, поверхностное и непременно медийное якобы-отрицание светскости и конструирование семиотического гетто, заявляющего привязанность к неповреждённой временем Священной Традиции»), а в ряде моментов — совмещение старообрядческой и
неопротестантской семиотики.

## Связи снеонацистами
СМИ сообщали, что Стерлигов мог стать фигурантом уголовного дела националистической организации БОРН, один из членов которой заявил, что на землях предпринимателя проходило обучение рукопашному бою членов запрещённых националистических организаций. В частности, о проведении военного лагеря на территории Стерлигова заявили члены БОРН Евгения Хасис и Никита Тихонов, а также бывший член «Русского Образа», националист Евгений Валяев, рассказавший о подаренной Стерлиговым националистам туше барашка. На процессе были показаны фотографии из лагеря и зачитана скайп-переписка между подсудимым Горячевым (лидером БОРН) и неонацистом Тихоновым о планах устроить летний лагерь «Русского Образа» в поместье Стерлигова.
На своем сайте лидер БОРН Илья Горячев ещё в феврале 2015 года писал, что место для проведения летнего лагеря Русского Образа «…предоставил по моей просьбе в своём поместье Можайского района Московской области Герман Львович Стерлигов». 15 июня 2015 года в Московском городском суде во время заседания по делу предполагаемого основателя и идеолога неонацистской Боевой организации русских националистов (БОРН) Ильи Горячева прокурор зачитал переписку Горячева с неким «опером» Голубевым по скайпу (от июля 2009 года), где говорилось, что на территории усадьбы Стерлигова планируется организовать летний военный лагерь для подготовки боевиков.
Лидер БОРН Никита Тихонов в суде объяснил, что Горячев планировал обустроить лагерь военно-спортивного типа — «сборы, как те, что проводят правоохранительные органы».
— Лагерь планировался на территории, принадлежавшей Герману Стерлигову, бизнесмену радикальных крайне националистических взглядов, — говорит Тихонов.
Позднее, в рамках того же судебного дела в своих показаниях информацию о проведении летнего военного лагеря подтвердили Горячев и Евгения Хасис — женщина, осуждённая за соучастие в убийстве адвоката Станислава Маркелова и журналистки Анастасии Бабуровой.
Евгения Хасис также рассказала о подготовке членами БОРН постановочного ролика для Стерлигова и о том, что Стерлигов якобы был готов платить Горячеву деньги за организацию «нападений на представителей секс-меньшинств». По словам Горячева, ролик нужен был для пропаганды легального оружия, и одновременно это было связано с кампанией в Госдуме по расширению закона о самообороне.

## Оценки и критика
Журналист и публицист Александр Невзоров связывает выстроенный публичный образ Стерлигова с особенностями бизнеса предпринимателя:

В начале 1990-х Герман Стерлигов был яркой прогрессивной фигурой и виртуозно делал деньги из тогдашнего воздуха. Но состав воздуха изменился, делать из него деньги стало сложнее. Стерлигов стал искать другую бизнес-нишу — и нашел её в православном мракобесии. С каждым годом у меня усиливаются подозрения, что это только его медийная роль, что в этом нет ни атома подлинных чувств. Просто быть православным мракобесом сегодня в России выгодно, и он пройти мимо этой очевидной выгоды не мог. (…) Но он живёт поиском успеха и денег — хотя всегда это будет яростно отрицать: если он признается в своих истинных намерениях, потеряет даже ту небольшую паству, которая у него есть.

## Семья
Жена — Елена (Алёна) Ивановна Стерлигова (девичья фамилия Емельянова), окончила Московский государственный университет печати.
25 апреля 2024 года Герман Стерлигов впервые официально (в своём телеграм-канале) назвал свою жену «бывшей», но жена и дочь Полина утверждают обратное, поясняя, что формально Герман и Алёна Стерлиговы до сих пор числятся мужем и женой.
Дети: Пелагея (по паспорту — Полина), Арсений, Сергий, Пантелеймон, Михей Стерлиговы.
Внуки (дети дочери): Ефросиния, Варвара, Мария, Киприан.